# العقر القرية (حريب القرامش)

تعديل مصدري - تعديل

العقر القرية هي إحدى قرى عزلة بني عمرو بمديرية حريب القرامش التابعة لمحافظة مأرب، بلغ تعداد سكانها 220 نسمة حسب تعداد اليمن لعام 2004.